# دياني والر
دياني والر (بالإنجليزية: Diane Waller)‏ هي طبيبة نفسية بريطانية، ولدت في 5 سبتمبر 1943.